# Schoonerite
La schoonerite è un minerale.